# Zero Two
Zero Two (ゼロツー?, Zero Tsū), nota anche come Code:002 (コード:002?, Kōdo:002) o 9'℩ (ナインイオタ?, Nain Iota, "Nine Iota"), è un personaggio immaginario legato al franchise di Darling in the Franxx, serie televisiva anime di fantascienza prodotta da CloverWorks e Trigger. È stata sviluppata come il personaggio più prominente e iconico della serie. 
Zero Two è una forma di vita creata artificialmente e pilota d'élite con una famigerata reputazione di "Partner Killer" che aspira a diventare completamente umana. È nota per rivolgersi a Hiro, il protagonista, con l'appellativo "darling". Zero Two è considerata una dei personaggi più popolari di Darling in the Franxx e la sua personalità è stata ben apprezzata sia dagli appassionati che dalla critica, con quest'ultima che la cita come uno degli aspetti migliori della serie.
La doppiatrice Haruka Tomatsu la interpreta nell'edizione originale, mentre nella versione in lingua inglese edita da Funimation è doppiata da Tia Ballard.

## Creazione e sviluppo
Il personaggio di Zero Two ha avuto tra tutti quelli della serie il processo di sviluppo più laborioso a livello di aspetto ed è stato progettato ufficialmente per essere un personaggio iconico e fungere da fiore all'occhiello per Darling in the Franxx. Lo staff della serie era universalmente d'accordo sul fatto che lei dovesse essere il personaggio più accattivante dell'intero anime. L'ispirazione per il design di Zero Two nell'anime è venuta al character designer Masayoshi Tanaka e al regista Atsushi Nishigori. Tanaka ha spiegato nel corso di un'intervista che i membri dello staff legati al design si sono concentrati sul concetto di "quale sorta di esistenza Zero Two dovesse avere", piuttosto che sul semplice aspetto esteriore, partendo da una vaga immagine di una "studentessa trasferita tosta". Il design iniziale concepito per Zero Two era sostanzialmente più sottomesso se rapportato alla sua versione definitiva, con l'aspetto di una piccola e tranquilla ragazza dai capelli scuri, finché il team di sviluppo non decise di scartarlo in quanto non avrebbe funzionato per la personalità inizialmente stabilita per il personaggio. Il colore scuro dei suoi capelli è stato quindi mutato in un rosa acceso per dare maggior apporto alla promozione della serie in qualità di personaggio iconico. Tanaka ha adatto il design originale per sviluppare quello della regina dei Klaxosaurs. Il reparto creativo ha quindi considerato raggiunto l'obiettivo di creare un personaggio iconico, citando la numerosa presenza di cosplay e fanart. A una domanda degli appassionati della serie, Nishigori affermò di considerare Zero Two il suo personaggio preferito nella serie, ma ha precisato di esser rimasto molto più "attratto dalla sua personalità carismatica" piuttosto che da un fascino più romantico.
Zero Two è un pilota d'élite originariamente appartenente all'unità di forze speciali, dalla reputazione infame e conosciuta con il soprannome di "Partner Killer" in quanto nessun co-pilota maschio è riuscito a sopravvivere dopo esser salito a bordo per tre volte. Come essere artificiale ibrido dei Klaxo sapiens e degli Homo sapiens, possiede abilità sovrumane come una forza maggiore e una rapida rigenerazione. Comunemente vista dagli altri come un mostro, Zero Two possiede caratteristiche fisiche bestiali come due piccole corna rosse e delle zanne. Ha iniziato a inseguire la propria ambizione di diventare completamente umana dopo aver incontrato per la prima volta Hiro da piccola e spesso s'interroga sul significato di "umanità". Zero Two ha una personalità fiduciosa e assertiva, ma che al contempo si dimostra costantemente ribelle nei confronti del collettivista e quasi teocratico governo mondiale illustrato nella serie.

## Caratteristiche
Zero Two è una pilota élite dell'APE. È anche conosciuta come la Partner Killer in quanto tutti i piloti del Franxx Sterlizia muoiono dopo aver pilotato con lei il robot, l'unica eccezione è però rappresentata da Hiro, che comunemente chiama Darling, che in inglese significa "tesoro". In quanto ibrido creato artificialmente dalla "fusione" della razza di Klaxo sapiens e Homo Sapiens, Zero Two possiede abilità sovrumane come maggior forza e una rapida rigenerazione. Ha una personalità sicura e indipendente, oltre ad essere costantemente ribelle nei confronti del collettivista e dispotico governo rappresentato nella serie. Nel corso della storia, si rivela essere un clone della principessa dei Klaxosaurus, Zero One, creata dal Dr. Frank.

## Accoglienza

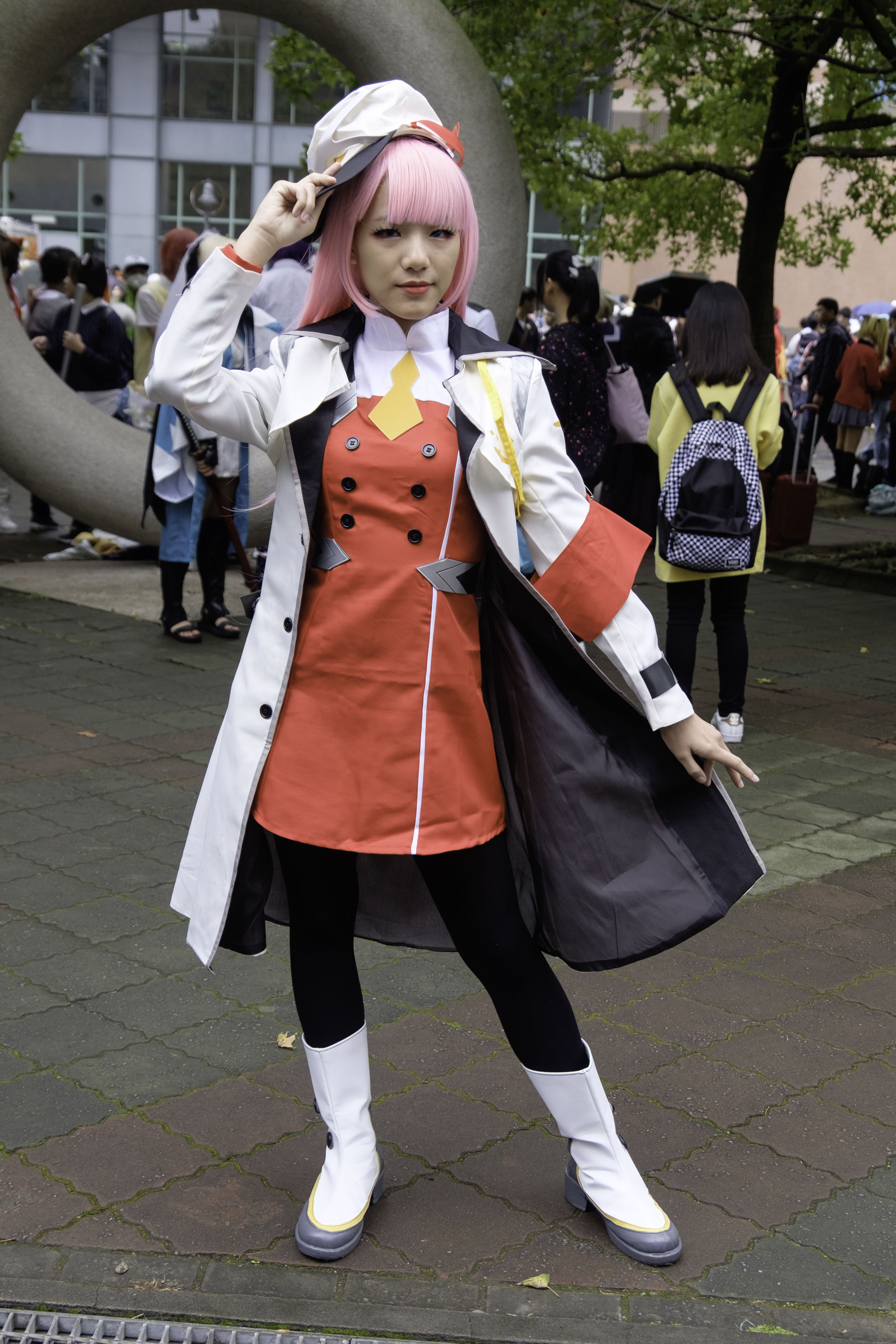
Cosplayer del personaggio

A Zero Two, essendo il personaggio più popolare di Darling in the Franxx, le sono state dedicati svariati pezzi di merchandise. Una Nendoroid, una serie di figure prodotte da Good Smile Company che offrono generalmente la possibilità di scambiare tra loro parti del volto o del corpo, è stata distribuita a partire da dicembre 2018. Altre action figure prodotte da Kotobukiya e S.H.Figuarts sono state commercializzate dalla fine del 2018.
Ai Newtype Anime Awards 2017–2018, Zero Two arriva al secondo posto nella categoria "Miglior personaggio femminile". Eric Van Allen di Kotaku ritiene che Zero Two sia "molto più protagonista di Hiro" e considera l'arco narrativo dedicato al suo personaggio come "una delle migliori parti della trasmissione". Kyle Rogacion di Goomba Stomp afferma che è "semplicemente uno dei migliori aspetti di Franxx". Skyler Allen nota che la natura energetica di Zero Two "le permette di rubare qualunque scena in cui lei appaia". Tokyo Otaku Mode News ha visto Zero Two classificarsi due volte al primo posto come miglior personaggio dell'inverno 2018, sia nel sondaggio maschile che in quello femminile.
Il 4 marzo 2018, Kim Kardashian West ha pubblicato una foto di Zero Two sul proprio profilo Instagram, affermando che il personaggio è stato d'ispirazione per la sua acconciatura. Una scena dell'emozionante conversazione tra Zero Two e Hiro è diventata un meme di internet quando gli appassionati hanno realizzato che i movimenti delle loro bocche sarebbero state semplici da manipolare e ridoppiare la scena con dell'audio senza senso. Le modifiche più gettonate hanno visto la presenza del suono legato alla connessione tramite il modem o musica popolare. Il meme ha avuto inizio quando un utente di Tumblr ha pubblicato una modifica della scena, aggiungendo dei latrati sopra la voce dei due personaggi. La scena in questione proviene dall'episodio 15 di Darling in the Franxx.
| Anno | Premio               | Categoria                     | Candidato | Risultato |
| ---- | -------------------- | ----------------------------- | --------- | --------- |
| 2019 | Newtype Anime Awards | Miglior Personaggio Femminile | Zero Two  | Seconda   |